# FC Fonka Prachatice
FC Fonka Prachatice byl český futsalový klub z Prachatic. V roce 1993 se stal klub zakládajícím členem 1. celostátní ligy. V průběhu sezóny ovšem odstoupil a následně zanikl.
Největším úspěchem klubu byla jednoroční účast v nejvyšší soutěži (1993).

## Umístění v jednotlivých sezonách
Zdroj: 
Legenda: Z – zápasy, V – výhry, R – remízy, P – porážky, VG – vstřelené góly, OG – obdržené góly, +/- – rozdíl skóre, B – body, červené podbarvení – sestup, zelené podbarvení – postup, fialové podbarvení – reorganizace, změna skupiny či soutěže
| Česko (1993) |                    |        |                                                             |                                                             |                                                             |                                                             |                                                             |                                                             |                                                             |                                                             |       |          |
| Sezóny       | Liga               | Úroveň | Z                                                           | V                                                           | R                                                           | P                                                           | VG                                                          | OG                                                          | +/-                                                         | B                                                           | P. ZČ | Play-off |
| 1993         | 1. celostátní liga | 1      | Klub se odhlásil v průběhu sezóny, výsledky byly anulovány. | Klub se odhlásil v průběhu sezóny, výsledky byly anulovány. | Klub se odhlásil v průběhu sezóny, výsledky byly anulovány. | Klub se odhlásil v průběhu sezóny, výsledky byly anulovány. | Klub se odhlásil v průběhu sezóny, výsledky byly anulovány. | Klub se odhlásil v průběhu sezóny, výsledky byly anulovány. | Klub se odhlásil v průběhu sezóny, výsledky byly anulovány. | Klub se odhlásil v průběhu sezóny, výsledky byly anulovány. | 12.   |          |